# Fülöp Zoltán (díszlettervező)
Fülöp Zoltán (Pécel, 1907. június 16. – Budapest, 1975. november 6.) Kossuth-díjas magyar díszlettervező.

## Életpályája
Budapesten az Iparművészeti Főiskolán végzett Kéméndy Jenő és Oláh Gusztáv növendékeként.
A Belvárosi Színházban kezdte pályáját. Első terveit Meller Rózsi Írja hadnagy című darabjához készítette. 1928-ban a Magyar Állami Operaházhoz került, ahol 1968-ig volt díszlettervező. 1933 és 1968 között főszcenikus is volt. Dolgozott több budapesti színháznak, szabadtéri színházaknak, valamint tervezett díszleteket külföldi előadásokhoz is. 1968-ban nyugdíjba vonult. Öt magyar játékfilmnek volt látványtervezője, s az 1938-ban készült A hölgy egy kissé bogaras című magyar filmben színészként is közreműködött, ápolót alakított.

## Színházi munkái
- Mándy Iván: Mélyvíz
- Bartók Béla: A fából faragott királyfi
- Ludwig van Beethoven: Fidelio
- Gluck: Iphigenia Aulisban
- Lehár Ferenc: A mosoly országa
- Giordano: André Chénier
- Lehár: A víg özvegy
- Vörösmarty Mihály: Csongor és Tünde
- Bartók Béla–Lengyel Menyhért: A csodálatos mandarin
- Mozart: A varázsfuvola
- Britten: Peter Grimes
- Wagner: Tannhäuser
- Puccini: Turandot
- Sztravinszkij: Le sacre du printemps
- Szokolay Sándor: Vérnász
- Kodály Zoltán: Székelyfonó
- Stravinsky: Tűzmadár
- Kodály: Háry János
- Muszorgszkij: Borisz Godunov
- Rossini: A sevillai borbély
- Offenbach: Hoffmann meséi
- Verdi: A végzet hatalma
- Schubert: Három a kislány
- Edmond Rostand: Cyrano de Bergerac
- Gounod: Faust
- Sosztakovics: Katyerina Izmajlova
- Puccini: Pillangókisasszony
- Erkel Ferenc: Bánk bán
- Verdi: Don Carlos
- Kédros: Elektronikus szerelem
- Rossini: Tell Vilmos
- Wagner: Lohengrin
- Mozart: Figaro házassága
- Saint-Saëns: Sámson és Delila
- Franz von Suppé: Boccaccio
- Puccini: Manon Lescaut
- Hubay Miklós: C'est la guerre
- Erkel: Brankovics György
- Kálmán Imre: Csárdáskirálynő
- Offenbach: Banditák
- Borogyin: Igor herceg
- Verdi: Othello
- Verdi: Macbeth
- Saidy–Harburg: Szivárványvölgy
- Hámos György: Aranycsillag
- Aszafjev: A bahcsiszeráji szökőkút
- Horusitzky Zoltán: Báthory Zsigmond
- Johann Strauss: Bécsi diákok
- Kenessey Jenő: Bihari nótája
- Ravel: Bolero
- Strauss: A cigánybáró
- Delibes: Coppélia
- Farkas Ferenc: Csínom Palkó
- Végh György: Dzsomárt szőnyege
- Gárdonyi Géza–Tinódi Lantos Sebestyén: Egri csillagok
- Alexandrescu: Egy este az Union parkban
- Smetana: Az eladott menyasszony
- Verdi: Falstaff
- Gautier: Giselle
- Wolski: Halka
- Falla: A háromszögletű kalap
- Csajkovszkij: A hattyúk tava
- Massz–Cservinszkij: Havasi kürt
- Erkel Ferenc: Hunyadi László
- Jókai Mór–Kadosa Pál: A huszti kaland
- Humperdinck: Jancsi és Juliska
- Kacsóh Pongrác: János vitéz
- Hajdu Mihály: Kádár Kata
- Dumas: A kaméliás hölgy
- Bartók: A kékszakállú herceg vára
- Kisfaludy Károly: A kérők
- Kenessey Jenő: A keszkenő
- Varjasi Rezső: Kisbojtár
- Delibes: Lakmé
- Szabó Ferenc: Ludas Matyi
- Victor Hugo: A nevető ember balladája
- Jurij Miljutyin: Nyugtalan boldogság
- Gluck: Orfeusz
- Aszafjev: Párizs lángjai
- Britten: Peter Grimes
- Ránki György: Pomádé király új ruhája
- Rapszódia
- Verdi: Rigoletto
- Csajkovszkij: Rómeó és Júlia
- Dunajevszkij: Szabad szél
- William Shakespeare: Szentivánéji álom
- Friedrich Schiller: Tell Vilmos
- Kemény Egon: Valahol délen
- Stendhal: Vörös és fekete
- Gluck: A rászedett kádi
- Golisciani: Susanne titka
- Wagner: A Rajna kincse
- Wagner: A Walkür
- Wagner: Siegfried
- Kodály Zoltán: Czinka Panna
- Szolovjov–Vitkovics: A csendháborító
- Arisztophanész: Nők összeesküvése
- Benjamin Jonson: Volpone
- Labiche: Florentini kalap
- Madách Imre: Az ember tragédiája
- Mascagni: Parasztbecsület

## Filmek
- Fény és árnyék (1943)
- Ludas Matyi (1949)
- Déryné (1951)
- Háry János (1965)
- A csodacsatár (1966)

## Díjai, elismerései
- Kossuth-díj (1951)
- Érdemes művész (1955)
- Kiváló művész (1965)